# Korunní hradba

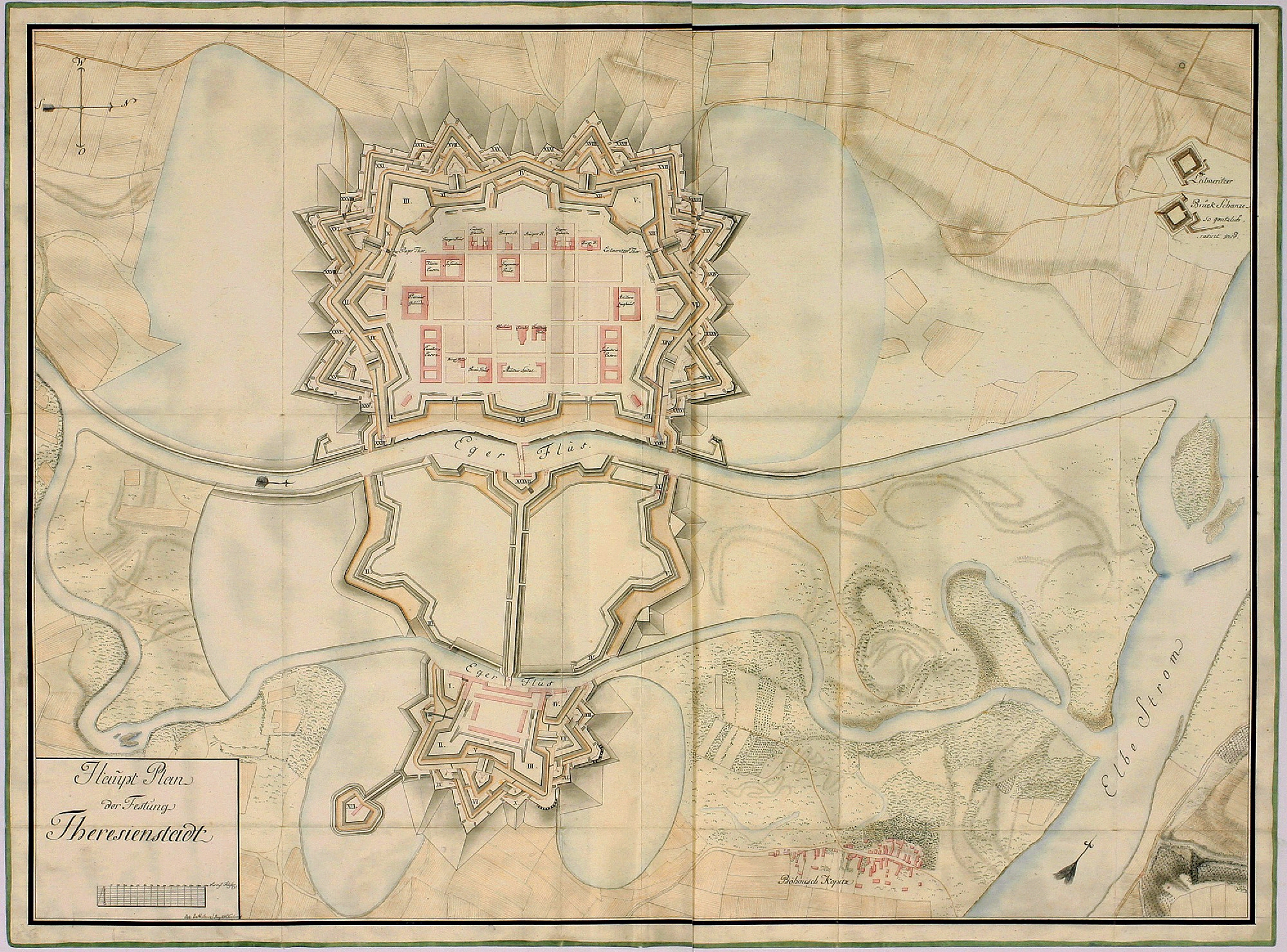
Plán pevnosti Terezín 1790 - ve spodní části dobře patrná Malá pevnost

Korunní hradba (německy Kronwerk) je část pevnosti, konkrétně je to předsunutý pevnostní objekt, jehož úkolem bylo chránit předpolí nebo předmostí pevnosti. Korunní hradbu tvoří dva půlbastiony po stranách, s bastionem ve středu, vzájemně propojené kurtinami. Korunní hradba existuje i v podobě tzv. dvojité korunní hradby, která na rozdíl od korunní hradby obsahovala o jeden bastion víc.
Na území ČR lze pozůstatky korunní hradby nalézt v pevnosti Josefov při příjezdu z Jaroměře. Josefovská korunní hradby měla chránit mosty přes řeky Labe a Metuji, pevnostní mlýn a věznici umístěné mezi uvedenými mosty. Oproti zmíněnému popisu se josefovská korunní hradba skládala ze dvou bastionů vzájemně spojených kurtinou, před níž byly ještě vysunuty kleště a ravelin. Součástí kurtiny byla Korunní brána. S břehem řeky byly oba bastiony spojeny kurtinami, jimiž těsně u řeky procházely poterny. V současnosti je zbořena Korunní brána, kurtina mezi bastiony, jeden bastion, druhý bastion z poloviny a nadzemní části kleští i ravelinu. Protože v Josefově nebylo možné zatopit prostor před korunní hradbou, byl zde vybudován poměrně složitý systém podzemních chodeb o celkové délce kolem 8 km.
Pro představu jak měla vypadat korunní hradba lze použít tzv. Malou pevnost v Terezíně. Tato stavba svým půdorysem připomíná dvojitou korunní hradbu doplněnou jedním ravelinem a dvojicí ravelinů s reduitem. Terezínská Malá pevnost se zachovala v téměř původním stavu (vyjma vnitřních úprav prováděných za druhé světové války).